# Apogloeum concinnum
Apogloeum concinnum är en svampart som beskrevs av Petr. 1954. Apogloeum concinnum ingår i släktet Apogloeum, divisionen sporsäcksvampar och riket svampar.   Inga underarter finns listade i Catalogue of Life.